# Wahrenholz
Wahrenholz est une commune de l'arrondissement de Gifhorn, Land de Basse-Saxe.

## Géographie
Wahrenholz se situe sur l'Ise entre le parc naturel de Südheide et celui d'Elm-Lappwald.
| Groß Oesingen | Dedelstorf | Wittingen    |
| Wesendorf     | Wahrenholz | Schönewörde  |
| Gifhorn       | Sassenburg | Ehra-Lessien |

La commune comprend les quartiers de Wahrenholz, Betzhorn, Weißes Moor, Weißenberge et Teichgut.
Elle se trouve sur la ligne de Brunswick à Wieren.

## Histoire
Après le soulèvement des Slaves en 983, la situation empire dans l'est de la Basse-Saxe. Bernward, nouvel évêque de Hildesheim, doit sécuriser les frontières de son diocèse. Entre 994 et 997, il fait construire le Mundburg et le château de Wahrenholz sur l'Aller et l'Ise qui servent de frontières avec les Slaves. En 1013, Henri II du Saint-Empire prend possession du château de Wahrenholz mentionné sous le nom de Wirinholt.
Le village se développe à l'ouest de l'Ise, sur la route de Hildesheim à l'Altmark.
Vers 1600, la moitié des habitants meurent de la peste.

## Personnalités liées à la commune
- Hermann Löns (1866-1914), écrivain
- Wolf-Dieter Löser (né en 1949), général de la Bundeswehr

## Source de la traduction
- (de) Cet article est partiellement ou en totalité issu de l’article de Wikipédia en allemand intitulé « Wahrenholz » (voir la liste des auteurs).